# Karisimbi
Karisimbi – wygasły stratowulkan w paśmie Wirunga. Leży na granicy Rwandy i Demokratycznej Republiki Konga. Jest to najwyższy szczyt w paśmie Wirunga i zarazem najwyższy szczyt Rwandy. Znajduje się na terenie Parku Narodowego Wirunga.
Pierwszego wejścia na szczyt dokonał Berthelmy w 1903 r.